# Eugin Group
Die Eugin Group ist ein auf Kinderwunsch spezialisiertes Unternehmen mit Sitz im katalanischen Barcelona. Es erwirtschafte mit der Reproduktionsmedizin in 31 Krankenhäusern und 34 weiteren Standorten 2019 einen Umsatz von 160 Millionen Euro. Die Eugin Group war ein Tochterunternehmen der in Abu Dabi ansässigen NMC Health.
Zur Eugin Group gehören die vorwiegend in Europa und Latein-Amerika aktive Luarmia und die in den USA aktive Boston IVF.
Am 21. Dezember 2020 veröffentlicht die Muttergesellschaft NMC Health, dass die Fresenius SE über ihre Tochter Helios Kliniken die Eugin-Group für rund 430 Millionen Euro übernehmen wird.